# Art on Ice
Art on Ice est un gala suisse de patinage artistique. Il combine les performances des meilleurs patineurs artistiques du monde avec celles de stars internationales de la musique. Le gala a lieu chaque année à Zurich ainsi que dans les patinoires de Fribourg et Davos, mais autrefois également à Lausanne, à Bâle et sur le lac à Saint-Moritz. L'événement, très populaire auprès de la population, est également retransmis à la télévision en différé et est considéré comme le premier événement de ce type au monde.

## History
Le spectacle, basé sur une idée d'Oliver Höner, a eu lieu pour la première fois en 1995 sous le titre World Class Figure Skating dans la patinoire de Küsnacht. Un an plus tard, Oliver Höner, en collaboration avec Reto Caviezel, a réalisé le spectacle avec de la musique en direct sous le nom de Art on Ice au Hallenstadion de Zurich. Le spectacle y est désormais présenté quatre soirs de suite, devant environ 10 000 spectateurs à chaque fois. Chaque année, Art on Ice attire environ 80 000 spectateurs. Art on Ice a été présenté à plusieurs reprises à l'étranger, par exemple en Chine, au Japon, en Finlande et en Suède.
En 2020, Art on Ice pourrait fêter son 25e anniversaire avec un grand spectacle et des stars mondiales célèbres. Le gala de patinage artistique a eu lieu en février avant l'épidémie de COVID-19 en Suisse. En 2021, les organisateurs ont dû renoncer aux spectacles habituels en raison de la pandémie de Corona. Toutefois, le dîner-spectacle Art on Ice Special a été proposé en septembre 2021 pour environ 1000 invités. Le plateau de stars correspondait au standard des années précédentes : Victoria Sinitsina, Nikita Katsalapov, Vanessa James, Eric Radford et Alina Zagitova.
Fin novembre 2021, il a été annoncé qu'Art on Ice devrait reporter sa tournée suisse de 2022 à 2023. Suivant le concept de dîner-spectacle de l'automne 2021, le patinage artistique de haut niveau sera toujours proposé. Les 3, 4 et 5 mars 2022, trois dîners-spectacles Art on Ice Special avec des top stars internationales sont prévus au Hallenstadion de Zurich pour 1500 invités chacun.
Du 2 au 12 février 2023, Art on Ice est revenu en Suisse avec sa grande tournée de spectacles. Art on Ice 2023 s’est déroulé à Zurich, Fribourg et Davos. Le show a mis en vedette des patineurs artistiques de renommée mondiale, tels que Gabriella Papadakis, Guillaume Cizeron, Vanessa James, Eric Radford et Loena Hendrickx. Côté musical, Melanie C, Marc Sway, Elle et Gjon’s Tears se sont produits sur scène.
Pour la tournée 2024, des stars du patinage artistique comme Gabriella Papadakis, Guillaume Cizeron (champion olympique 2022, quintuple champion du monde), Loena Hendrickx, Adam Siao Him Fa et Ilia Malinin ont participé. Le jeune talent suisse Kimmy Repond (née en 2006), médaillée de bronze aux Championnats d’Europe de patinage artistique 2023, faisait également partie du spectacle. L’accompagnement musical était assuré par des légendes telles que Dave Stewart (Eurythmics) et Natalie Imbruglia, ainsi que par des artistes suisses comme Marc Storace (Krokus) et Remo Forrer. Après les représentations de Zurich (du 8 au 11 février), la tournée Art on Ice 2024 s’est poursuivie à Fribourg (13 et 14 février) et Davos (16 et 17 février), attirant au total 75 400 spectateurs en 2024.
En 2025, l’événement se tiendra à nouveau dans les villes de Zurich, Fribourg et Davos (du 6 au 15 février). Au programme : quatre artistes musicaux en direct, à savoir Paloma Faith, Birdy, Marius Bear et Stress.
Parmi les patineurs artistiques qui se sont produits à Art on Ice jusqu'à présent figurent (par ordre chronologique) :
| Olympic champions: - Evgeny Plushenko - Alexei Urmanov - Alexei Yagudin - Shizuka Arakawa - Oksana Bajul - Pasha Grishuk - Marina Anissina und Gwendal Peizerat - Oxana Kasakowa und Artur Dmitriev - Tatiana Navka und Roman Kostomarov - Jamie Salé und David Pelletier - Tatjana Totmianina und Maxim Marinin - Tatiana Volosozhar und Maxim Trankov - Alina Zagitova - Gabriella Papadakis - Guillaume Cizeron | World champions: - Kurt Browning - Stéphane Lambiel - Brian Orser - Denise Biellmann - Shae-Lynn Bourne - Maria Butyrskaya - Lu Chen - Juka Sato - Irina Slutskaya - Anita Hartshorn und Frank Sweiding - Radka Kovarikova und René Novotny - Anjelika Krylova und Oleg Ovsyannikov - Elena Leonova und Andrei Khvalko - Aljona Savchenko und Robin Szolkowy - Xue Shen und Hongbo Zhao - Maya Usova und Alexander Zhulin - Mandy Wötzel und Ingo Steuer - Victoria Sinitsina und Nikita Katsalapov - Vanessa James und Eric Radford - Javier Fernandez |

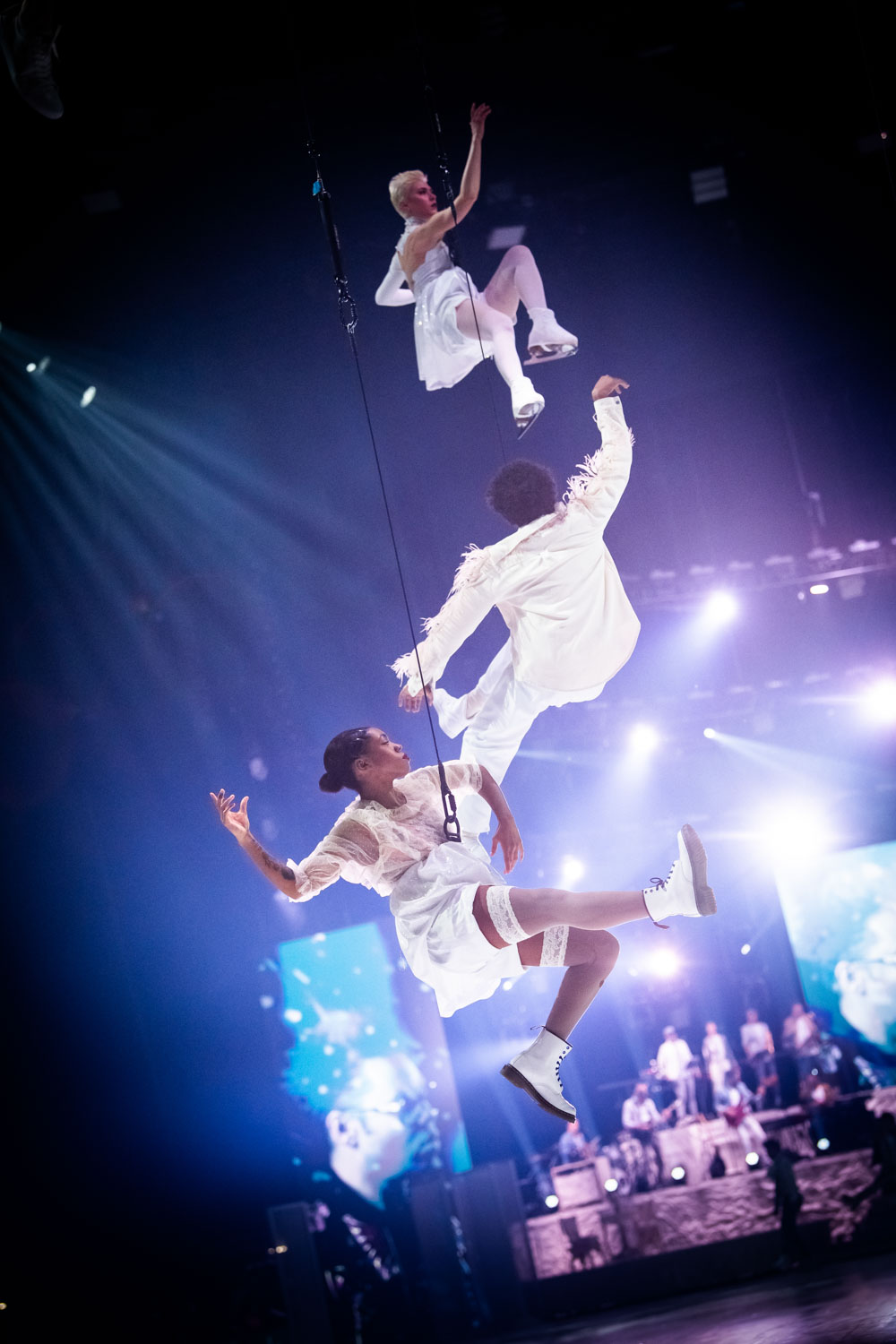
Impressions from the show Art on Ice

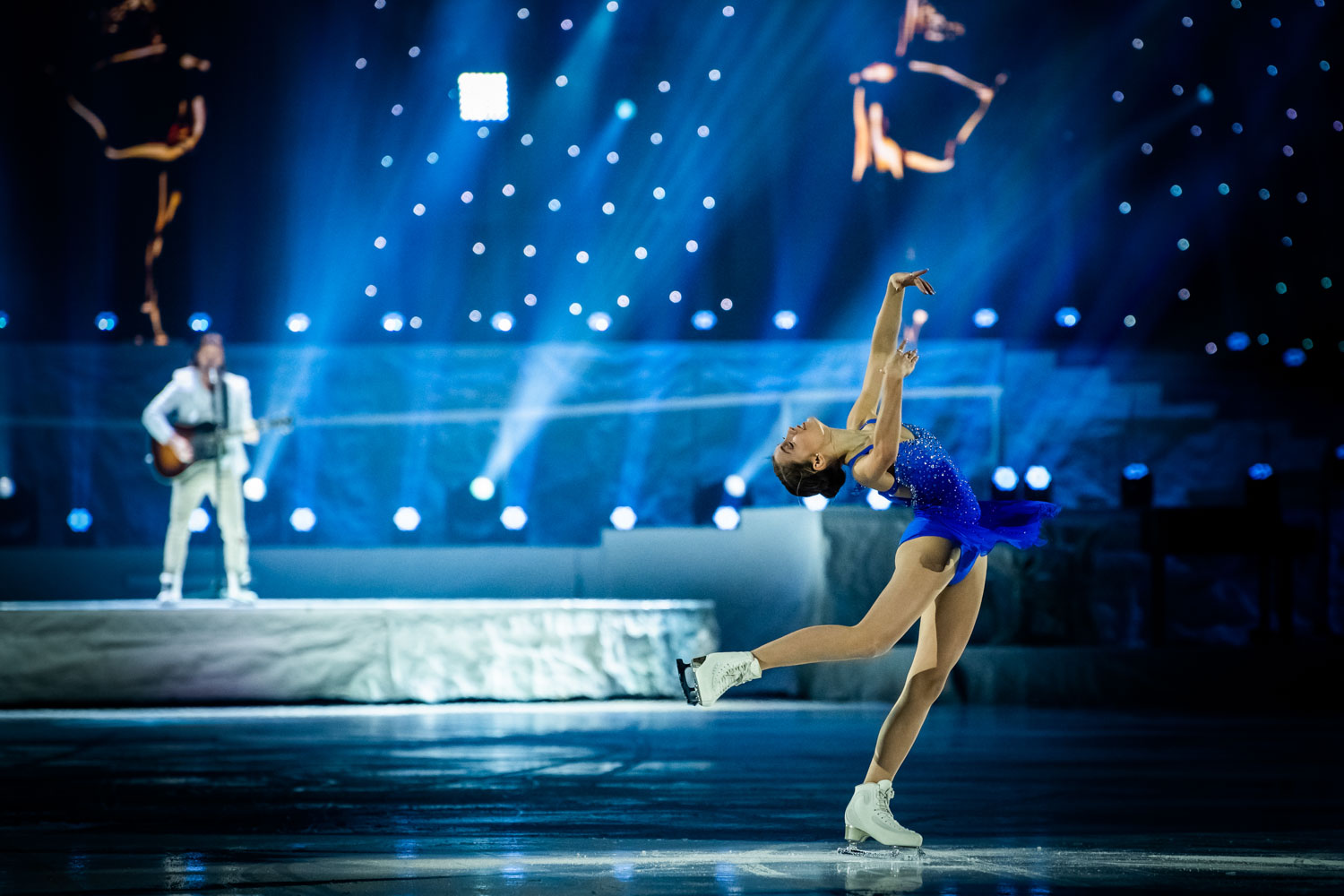
Art on Ice: Show in Zurich in February 2020

Parmi les musiciens qui se sont produits jusqu'à présent à Art on Ice, on trouve notamment:
| Jahr  | Künstler                                                                         |
| ----- | -------------------------------------------------------------------------------- |
| 1996  | Simon Estes                                                                      |
| 1997  | Montserrat Caballé                                                               |
| 1998  | Sarah Brightman, Udo Jürgens                                                     |
| 1999  | Chris de Burgh                                                                   |
| 2000  | Vanessa-Mae                                                                      |
| 2001  | Scorpions                                                                        |
| 2002  | Gotthard, Gloria Gaynor                                                          |
| 2003  | Zucchero, Isabelle Flachsmann, Patrick von Castelberg                            |
| 2004  | Barclay James Harvest, Members of Supertramp, Fleetwood Mac, The Moody Blues     |
| 2005  | Seal, Lovebugs                                                                   |
| 2006  | Lisa Stansfield, Noëmi Nadelmann                                                 |
| 2007  | Robin Gibb, Gölä                                                                 |
| 2008  | Ronan Keating, Kim Wilde, Garðar Thór Cortes, Chris de Burgh                     |
| 2009  | Sugababes, Daniel Powter, Paul Cless, Tanja Dankner, Gary Scott                  |
| 2010  | Anastacia, David Garrett, Seven                                                  |
| 2011  | Donna Summer, Katherine Jenkins, Steve Sidwell, Lang Lang                        |
| 2012  | Mick Hucknall (Simply Red), Emily Bear, Dionne Bromfield, TinkaBelle, Li Yuchun  |
| 2013  | Leona Lewis, 2Cellos, Seven, Katherine Jenkins, Fumiya Fujii                     |
| 2014  | Hurts, Chatia Buniatischwili, Loreen                                             |
| 2015  | Nelly Furtado, Tom Odell                                                         |
| 2016  | Jessie J, The Jacksons, James Gruntz                                             |
| 2017  | James Morrison, Chaka Khan                                                       |
| 2018  | Emeli Sandé, Laura Bretan, Pegasus                                               |
| 2019  | James Blunt, Stefanie Heinzmann, Momento                                         |
| 2020  | Bligg, Bastian Baker, Aloe Blacc, Rebecca Ferguson                               |
| 2021* | James Morrison, Gjon's Tears                                                     |
| 2022* | John Newman, Anna Rossinelli, Momento                                            |
| 2023  | Melanie C, Marc Sway, Gjon’s Tears                                               |
| 2024  | Dave Stewart (Eurythmics), Natalie Imbruglia, Marc Storace (Krokus), Remo Forrer |
| 2025  | Paloma Faith, Birdy, Marius Bear et Stress (prévu)                               |

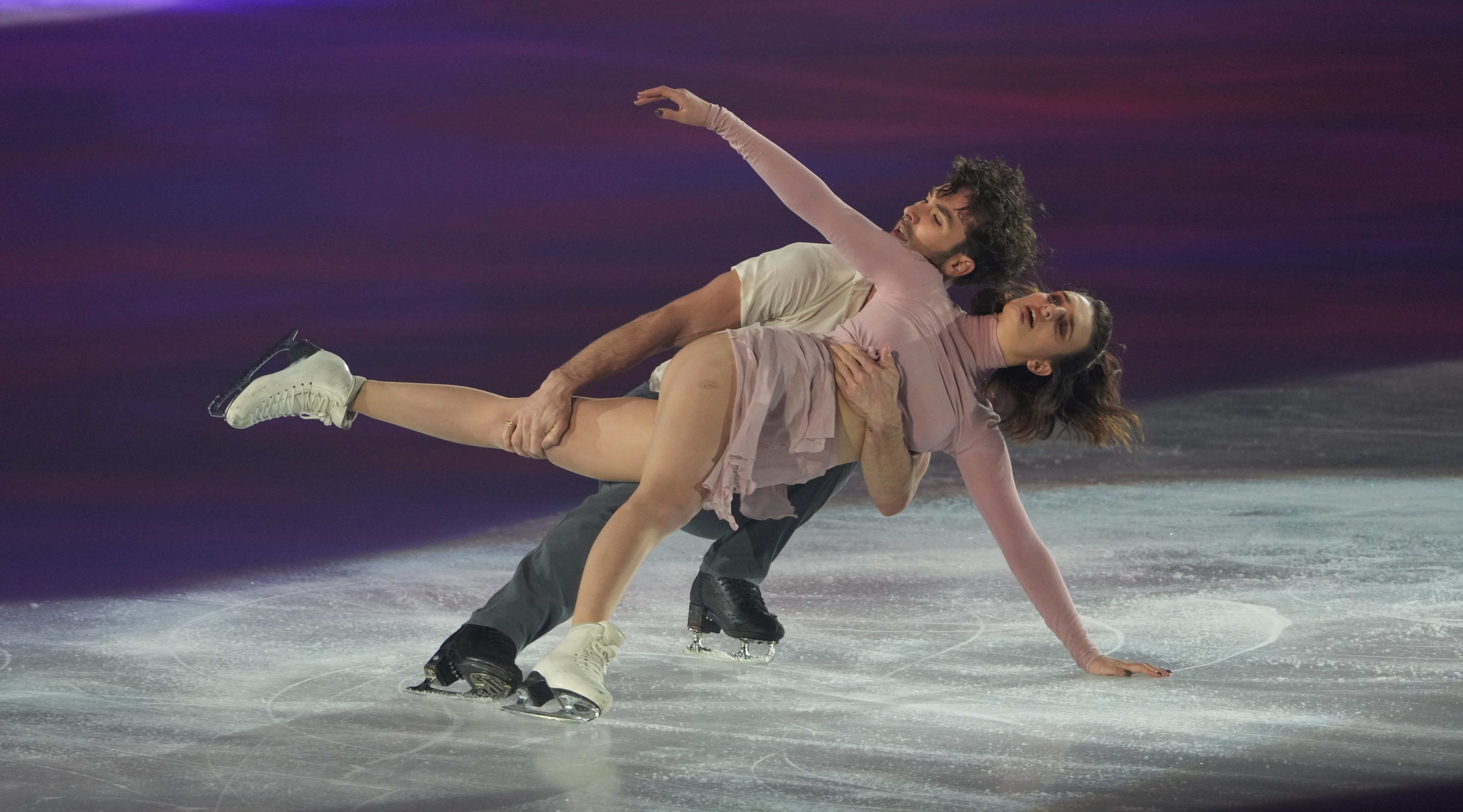
Art on Ice 2024: Gabriella Papadakis et Guillaume Cizeron (photo: Peter Arnold)

- En 2021 et 2022, en raison de la pandémie de Corona, une spéciale Art on Ice a été organisée avec environ 1000 invités VIP.